# Taxeotis phaeopa
Taxeotis phaeopa là một loài bướm đêm trong họ Geometridae.